# アテン

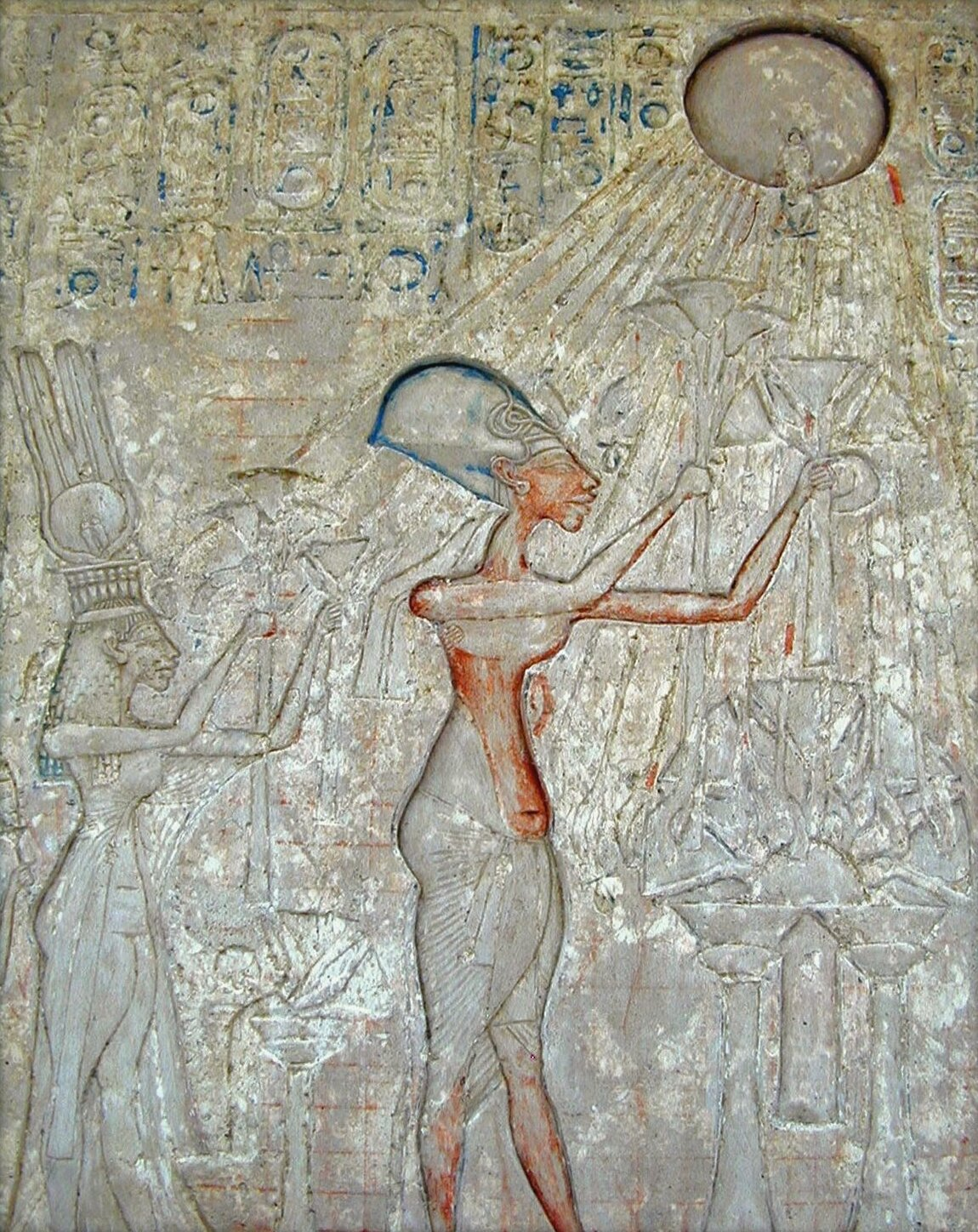
アテンを崇拝するファラオアメンホテプ4世と彼の家族。

アテン、アトン（Aten）は、エジプトの太陽神の一つ。

## 起源
アテンの神としての最初の言及は、第12王朝時代に書かれた「シヌへの物語」にあり、亡くなった王は天に上げられて神（日輪）と一体となった、と説明されている。
シヌへの物語にあるように、日輪を神格化した神でテーベで祀られていたが、地方神の一つにすぎず、これといった神話もなくどんな神なのかはっきりした性質ももたなかった。そのため、中王国時代においてアテンは太陽神ラーの1つの側面として考えられていた。それ故あまり信仰は盛り上がらず、後には神性が薄れて天体としての太陽を表すようになっていった。
しかし、第18王朝の頃に太陽神に対する信仰が盛んになり、アメンホテプ3世の頃にはラーのように鷹の頭を持つ神として信仰された。その後、アメンホテプ4世の時代にエジプトの国家神としての地位を一時的に確立した。
アメンホテプ4世が唱えたアテンの正式名は「アテン神の公式名はアテンとして帰って来た父ラーの名によって、地平線で歓喜する地平線の支配者ラー」と、アマルナの境界線を示すために配置された多数の碑文に刻まれている。この名前はしばしばラ・ホルス・アテン、あるいはアテンと略されている。しかし後に、アテンの神性から最初の部分のラー・ホルアクティの名が削除され、「地平線の支配者」という称号に代わった。

## アマルナ革命

### 宗教改革の開始
第11王朝のテーベの支配者たちは、彼らの地方神であるハヤブサの頭を持つ戦いの神、モンチュを国家神としたが、第12王朝時代になると、アメンが台頭し広く信仰されるようになった。アメン信仰はアメンホテプ4世の治世中に全盛期を迎え、アメンを讃えていたエジプトの神官たち（アメン神団）はファラオをも凌ぐ権勢を誇っていた。
アメンホテプIV世は、即位から5年までの間に、アテン信仰の導入を始めたが、まだ伝統的な神々への崇拝を禁止しなかった。この頃、アテンへ捧げる神殿の他に、従来の神々へ捧げる神殿も建築している。
しかし即位5年目にアメン神団を抑圧し王権を強化する目的で、自分の名前をアクエンアテンに改名し、アメンの文字を削った。
即位7年目に首都をテーベからアマルナへ遷都した。この新都には、「アテンの地平」を意味するアケト・アテンという名が与えられた。
即位9年目に、アメンホテプIV世は王家としてのアメン信仰を停止し、アテン信仰をもってこれに換えたのみならず、他の神々の祭祀を停止し、偶像を破壊するなどしたため、多神教ではなく一神教の様相を呈するに至った。これを「アマルナ宗教改革」または「アマルナ革命」という。この改革に関しては、アメン・ラーの力に対抗する王の試みのひとつであったと考えられる。マネトによるとアメンホテプ3世の時代にもオサルシフ、モーセと呼ばれる神官が同様の改革を行ったとされる。

他の信仰やアテン神以外の神々に仕える神官たちは解雇され、神殿は閉鎖され、その収益はアテンに寄進された。葬送信仰に関する神官の役割さえも変わり、アマルナの貴族の墓の壁面には、死者が神である王に全面的に依存する様子が強調されていた。
このアテン信仰は、アメンホテプIV世によって、新しい宗教としてエジプトに導入されたとは思われず、一般にこの宗教改革は、昔からあった神聖王権の考え方を復活させることに集中した。それによれば王だけが永遠の生命を楽しむことができ、人々は王の慈悲を通して初めて、永遠の生命を獲得することを可能にした。
実際、アテンを除く全ての神々が排斥された結果、かつて唯一神教であった、と考えられた時期もあったものの、アメンホテプIV世が他の神々の存在を積極的に否定しなかったため、現在では唯一神教ではなく、拝一神教と見なしている学者と、単一神教と見なしている学者がいる。
また、アテン信仰は神性をアテンだけに帰するのではなかったことが知られている。アメンホテプIV世は自分自身を「アテンの息子」と宣言し、エジプトの人々に彼を崇拝させようとした。 エジプト人はアメンホテプIV世を崇拝し、アメンホテプIV世とネフェルティティだけがアテンを直接崇拝することができた。

### アテン神の変貌
アテンは、動物や人間の形態である他のエジプトの神々と異なり、先端が手になった光線を何本も放ち、その一つに生命の象徴アンクを握った太陽円盤の形で表現された。これは、全ての人に平等に手を差し出している様子であると言われる。しかしアマルナ改革によりアンクを持った手は、アクエンアテンに手渡されている。この様子は、ファラオの権威を強化する意図で描かれた。
またアテンは、平和と恵みの神とされた。

### アマルナ美術
事実をありのままにさらけ出す太陽光線を崇めるため、美術においてもリアリスティックな表現が行われ、アマルナ時代の美術様式は「アマルナ様式」と呼ばれ、他の時代のエジプト美術とは一線を画したものとなっている。

### アテン賛歌
アテン信仰に関しての現存する考古学的遺物は、アマルナの都や墳墓に残る壁画や碑文によってその幾つかの側面をうかがい知ることができる。この中で、最も有名なアテン讃歌があり、アマルナにある幾つかの墓の壁面に刻されている。
この碑文は、アテンが、全人類、動物、鳥、植物などの創造主として発揮した力とこの神が持つ独特な性格とを強調している。

#### 詩編104編
しばしばアテン賛歌と詩編104編の類似が指摘されていた。アテン信仰が世界最古の唯一神教である、という立場から、詩編104編はアテン賛歌を土台としているのではいか、と言われたこともあった。しかし時代も隔たり過ぎており、またアテン信仰も完全な一神教とは認め難く、現在では両者には直接的な関係はなく、共通する精神的基盤が類似の表現をうんだものとされている。

## 終焉

### 宗教改革の失敗
この宗教改革は、あまりにも急激だったために、アメン神団の抵抗が激しく、疫病などの蔓延もあり、最終的に失敗に終わった。アメンホテプ4世アクエンアテンが失意のうちに亡くなった後、その息子であるツタンカーメン王の時代にエジプトはアメン信仰に戻った。アテンはアマルナ革命以前の「天体としての太陽」に戻され、アテン信仰は消滅した。

### 唯一神起源説
ジークムント・フロイトは、アクエンアテンの治世年と出エジプトの年と推定される年代がほぼ同じである事を根拠に、アテン神が同じ唯一神教であるユダヤ教の神ヤーウェの原形とする説を唱えた。アテンがヘブライ語の主（アディン）と類似するなどの根拠をあげている。